# Воловцы
Воловцы́ (бел. Валаўцы) — деревня в составе Рудковщинского сельсовета Горецкого района Могилёвской области Республики Беларусь.

## Население
- 1999 год — 81 человек
- 2010 год — 14 человек